# M'Fassis
M Fassis (franska: M Fassis (CR), M Fassis (Commune Rurale), arabiska: الفقراء) är en kommun i Marocko.   Den ligger i provinsen Khouribga och regionen Béni Mellal-Khénifra, i den norra delen av landet, 140 km söder om huvudstaden Rabat. Antalet invånare är 5 619.